# Zughakenlast
Bei der Zusammenstellung und der Abfertigung von schweren Güterzügen – bei Personenzügen nur selten – muss darauf geachtet werden, dass die Schraubenkupplungen nicht durch Überschreiten der maximal erlaubten Zughakenlast (oder auch Zughakengrenzlast) überlastet werden. Die Zughakenlast ist eine der drei Komponenten der Grenzlastberechnung.
Wenn eine Schraubenkupplung bricht kommt es zu einer Zugtrennung. Da dabei die Hauptluftleitung reißt, werden beide Zugteile durch die Druckluftbremse automatisch zwangsgebremst. Die Bruchfestigkeit der Schraubenkupplung muss niedriger sein als die Bruchfestigkeit der übrigen Teile der Zugeinrichtung.

## Grundsatz

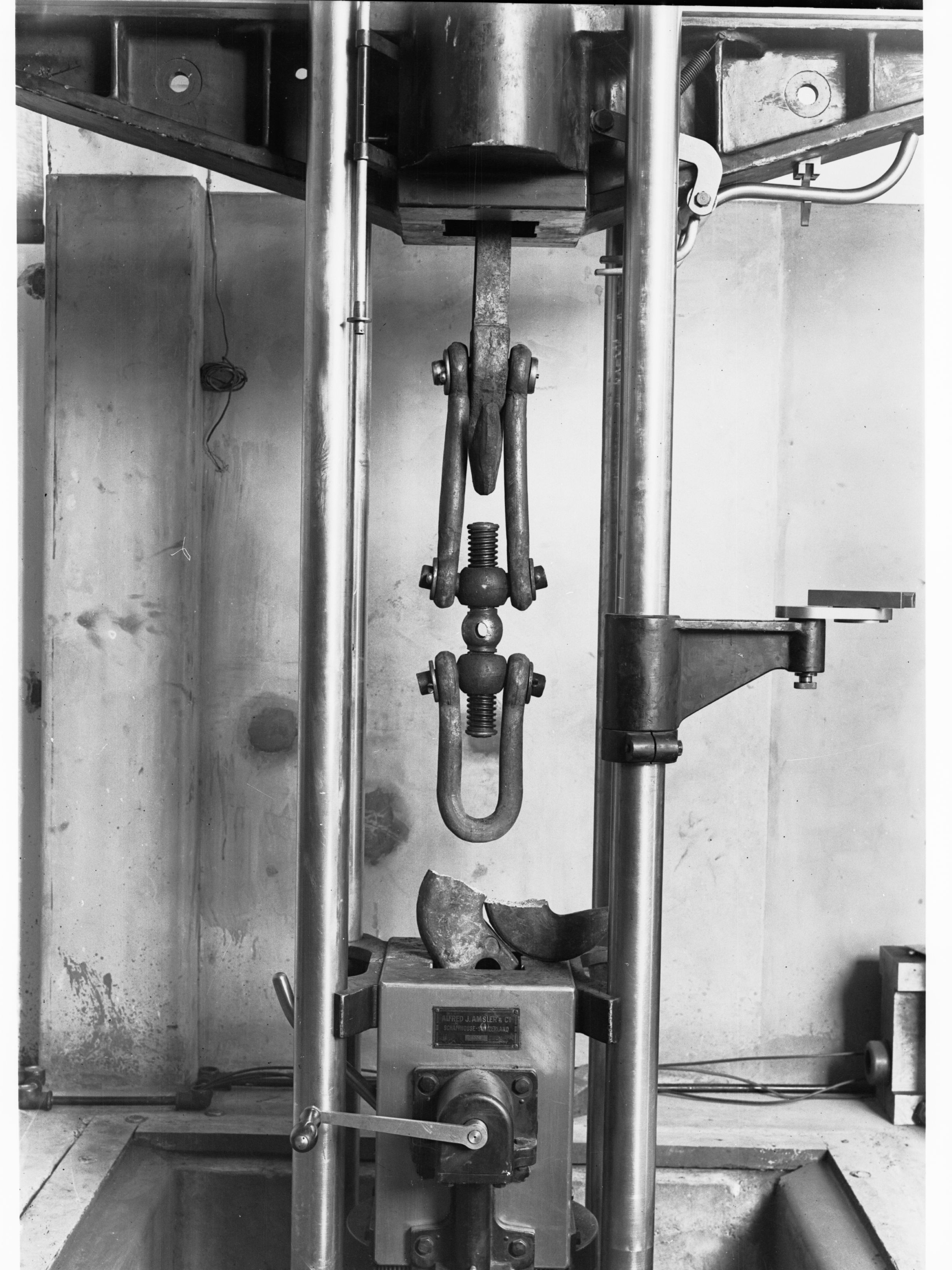
Versuch zur Ermittlung der Zughakenlast, 1928

Die normale Schraubenkupplung der UIC-Bauart ist bei neuen Fahrzeugen für eine Bruchlast von 850 kN ausgelegt. Im Betrieb darf sie mit 450 kN belastet werden. Daraus ergibt sich je nach maximaler Steigung und dem Rollwiderstand der Fahrzeuge eine maximale Zughakenlast von 4000 Tonnen im Flachland, von 2500 Tonnen auf Schweizer Strecken bis zu einer Neigung von 12 Promille oder von 1400 Tonnen auf den Schweizer Gebirgsstrecken mit Steigungen bis 26 Promille. Auf noch größeren Steigungen nimmt die zulässige Last weiter ab. Denn in Steigungen beginnt die Gewichtskraft nach den Regeln der schiefen Ebene, sich als Vektor zur normalen Zugkraft, die zur Überwindung der Haftreibung notwendig ist, zu addieren. Weiter ist zu berücksichtigen, dass beim Anfahren keine kontinuierliche Krafterhöhung stattfindet, sondern, bedingt durch das Spiel der Kupplung und Federn, die Last schlagartig auf die Zugeinrichtung wirkt. Je schwerer ein Zug ist, desto höhere Kräfte können dabei auftreten. Dies ist auch der Kupplungsvorschrift geschuldet, da die Kupplungen im geraden Gleis nur soweit eingedreht werden, bis sich die Puffer leicht berühren, da ansonsten die Kupplungen nicht mehr oder nur noch mit großem Aufwand gelöst werden könnten.

### Nordamerika
Aufgrund der in den USA und Kanada sehr verbreiteten Janney-Kupplung, welche eine wesentlich höhere Zughakenlast aufweist, können dort Güterzüge kilometerlang sein.